# Ágatha Bednarczuk
Ágatha Bednarczuk Rippel (ur. 22 czerwca 1983 w Kurytybie) – brazylijska siatkarka plażowa, srebrna medalistka letnich igrzysk olimpijskich, mistrzyni świata, brązowa medalistka uniwersjady i zwyciężczyni World Tour.

## Życiorys
Bednarczuk urodziła się w Kurytybie. Rodzina jej ojca pochodzi z Polski. Zaczęła grać w siatkówkę halową w 1992 w Paranaguá i była zawodniczką klubów Banestado i Paulistano. W 2001 zaczęła grać w siatkówkę plażową. 
Zdobyła brązowy medal razem z Elize Secomandi na letniej uniwersjadzie 2011 w Shenzhen. Uczestniczyła w mistrzostwach świata 2013 w Starych Jabłonkach w parze z Marią Antonelli, gdzie odpadła w 1/16 finału. W 2015, podczas kolejnych MŚ w Holandii zdobyła zloty medal z Bárbarą Seixas. W parze z Seixas reprezentowała Brazylię na Letnich Igrzyskach Olimpijskich 2016 w Rio de Janeiro. W finale brazylijska para została pokonana przez Niemki Ludwig i Walkenhorst. Podczas mistrzostw świata 2017 w Wiedniu i 2019 w Hamburgu rywalizowała w parze z Eduardą Santos Lisboą, jednak w obu turniejach Brazylijki kończyły rywalizację kolejno na 1/16 i 1/8 finału. Lisboa i Bednarczuk Rippel zajęły 5. miejsce na światowych wojskowych igrzyskach sportowych 2019 w Wuhan.
W World Tour zadebiutowała w 2005. Pierwsze turniejowe podium tych rozgrywek osiągnęła w 2008 w parze z Shaylyn Bedê, a pierwszy turniej wygrała w 2014 w Puerto Vallarta w parze z Bárbarą Seixas. W 2015 Seixas i Bednarczuk zwyciężyły klasyfikacji punktowej World Tour. W 2018 w parze z Eduardą Santos Lisboą zwyciężyła w turnieju finałowym w Hamburgu.